# استنلی جوردن
استنلی جوردن (به انگلیسی: Stanley Jordan) (زاده ۳۱ ژوئیه ۱۹۵۹) ترانه‌سرا ، موسیقی‌دان، بازیگر آمریکایی است.
از فیلم‌های معروف او می‌توان به بازی در فیلم قرار ملاقات دو ناشناس اشاره کرد.